# Cordulecerus alopecinus
Cordulecerus alopecinus is een insect uit de familie van de vlinderhaften (Ascalaphidae), die tot de orde netvleugeligen (Neuroptera) behoort. 
Cordulecerus alopecinus is voor het eerst wetenschappelijk beschreven door Burmeister in 1839.